# Ніж (динамічний захист)
«Ніж» — модульний комплекс динамічного захисту третього покоління для танків українського виробництва. Призначений для захисту бойових машин та стаціонарних об'єктів від бронебійних снарядів, кумулятивних засобів ураження та ударно-кумулятивних боєприпасів типу «ударне ядро». Розроблений СКТБ ІПМ НАН України спільно з ДП БЦКТ «Мікротек», НДЦ «Матеріалообробка вибухом» ІЕЗ ім. Патона НАН України та ДП ХКБМ ім. Морозова. Прийнятий на озброєння української армії у 2003 році.

## Історія створення
Розробка комплексу «Ніж» почалася у 1997 після виникнення проблем з поставками в Пакистан танків Т-80УД з елементами динамічного захисту 4С22 розробки російського НДІ  Сталі. НДІ Сталі сформував занадто високу ціну за можливість використання технології (до 10 % від вартості контракту), через що українська сторона відмовилась від елементів 4С22 і розпочала роботу над створенням власних модулів динамічного захисту. Головним підприємством зі створення вітчизняних перспективних комплексів захисту активного типу для військових гусеничних машин визначили ДП БЦКТ «Мікротек». Головним конструктором виступив директор підприємства Василь Хитрик. Завдяки застосуванню новітніх технологій при виготовленні вибухової речовини та розрахунків в області оптимізації геометрії профілю заряду і їх взаємного розташування, яке забезпечує при детонації формування пласких кумулятивних струменів з оптимальними для протидії протитанковим засобам параметрами, українським фахівцям вдалося за кілька років створити абсолютно новий тип модулів динамічного захисту.
У 2003, після всебічних випробувань із застосуванням сучасних вітчизняних і зарубіжних протитанкових засобів, комплекс «Ніж» був прийнятий на озброєння. До української розробки проявили цікавість також і зарубіжні споживачі. У 2003 році 3 танки Т-80УД (Т-84) з комплексом «Ніж» закупили США. Потенціал комплексу вивчили представники Франції, Китаю та ОАЕ.

## Опис
Основною відмінністю «Ножа» від аналогічних існуючих типів динамічного захисту є дія на атакуючі засоби ураження кумулятивним струменем та продуктами вибуху подовжених кумулятивних зарядів («кумулятивних ножів»), які руйнують і дестабілізують атакуючий кінетичний боєприпас або кумулятивний струмінь. В більшості ж зарубіжних аналогів використано принцип викидування пластин у напрямку атакуючого боєприпасу. Застосування плаского кумулятивного струменя для ураження атакуючого боєприпасу і відхилення його від первісної траєкторії з додаванням кута атаки, при якому знижується глибина проникнення в об'єкт, має ряд переваг — швидкість реакції, висока ефективність, надійність, можливість виконання, які забезпечують рівний захист при зустрічі під прямим кутом тощо. Особливістю комплексу є те, що при спрацьовуванні виключена передача детонації атакуючим боєприпасом на контейнери, які не беруть участі у захисті.
Модулі комплексу «Ніж» можуть використовуватись у складі вбудованих або навісних систем динамічного захисту танків та бойових машин легкої категорії.

## Конструкція
Модулі динамічного захисту «Ніж» ХСЧКВ-34 та ХСЧКВ-19 сконструйовані у вигляді паралелепіпедів розміром 250х125х36 мм або 250х125х26 мм, масою 2,8 кг та 2,1 кг відповідно, всередині яких встановлені профільовані кумулятивні елементи «ножі», загальна кількість яких сягає 7 одиниць. Кумулятивні елементи виготовлені на основі гексогену. Модулі ХСЧКВ-34 використовуються для захисту лобової проєкції корпусу та башти танка. Модулі ХСЧКВ-19 призначені для захисту верхньої частини башти танка.
Контейнери для динамічного захисту уніфіковані з «Контакт-1», тому візуально відрізнити їх не завжди можливо.

## Принцип роботи
При наближенні засобів ураження (кумулятивний струмінь, кінетичний снаряд або «ударне ядро») до комплексу «Ніж», спрацьовує один з подовжених зарядів модуля, який починає діяти на засіб ураження.
Внаслідок детонації, розліт продуктів вибуху супроводжується поширенням хвиль розрідження у вигляді кільцевих дуг, які йдуть від зовнішньої поверхні заряду до його центру. Під час перетину хвиль розрідження, які йдуть від кумулятивної виїмки і циліндричної оболонки заряду, утворюється бар'єр, який розділяє заряд на дві частини. Та частина вибухового речовини, що розташоване ближче до кумулятивної виїмки, забезпечує формування кумулятивного струменя основного подовженого циліндричного заряду. Частина заряду, що залишилася, обумовлює розліт продуктів детонації в протилежну від кумулятивного струменя сторону.
Кумулятивний струмінь та продукти детонації заряду руйнують боєприпас на окремі фрагменти та змінюють його траєкторію польоту. Заряди спрацьовують послідовно під впливом додаткових подовжених зарядів, забезпечуючи послідовну дію на засіб ураження.

## Характеристики
- Безпека при обстрілі із стрілецької зброї.
- Відсутність детонації від осколків та запалювальних сумішей.
- Взаємозамінність з елементами вбудованої системи динамічного захисту 4С20 або 4С22 (виробництва РФ) у співвідношенні 1:2.
- Підвищена у 1,8-2,7 рази (по відношенню до 4С22) ефективність.

Основні порівняльні характеристики існуючих серійних систем динамічного захисту
|                                                            | «Контакт-1»                            | Super Blazer          | Type ERA-III        | «Контакт-5»                                     | «Релікт»                                                     | «Ніж»                                                        |
| ---------------------------------------------------------- | -------------------------------------- | --------------------- | ------------------- | ----------------------------------------------- | ------------------------------------------------------------ | ------------------------------------------------------------ |
| Виробник                                                   | НДІ Сталі                              | Rafael                | Norinco             | НДІ Сталі                                       | НДІ Сталі                                                    | БЦКТ «МІКРОТЕК»                                              |
| Тип захисту                                                | протикумулятивний                      | протикумулятивний     | протикумулятивний   | універсальний                                   | універсальний                                                | універсальний                                                |
| Взаємодія з тандемною БЧ                                   | ні                                     | ні                    | так                 | ні                                              | так                                                          | так                                                          |
| Принцип дії                                                | викидування пластин                    | викидування пластин   | викидування пластин | викидування пластин / взаємодія з поверхнею     | викидування пластин / взаємодія з поверхнею                  | направлений вплив кумулятивного струменя та продуктів вибуху |
| Зниження характеристик кумулятивних засобів ураження       | 50-80 % (до 500 мм)                    | 30-60 %               | 70 %                | 50-80 %                                         | до 90 %                                                      | до 90 %                                                      |
| Зниження характеристик БОПС                                | ні                                     | ні                    | ні                  | > 20 %                                          | > 50 %                                                       | > 90 %                                                       |
| Зниження характеристик засобів ураження типу «ударне ядро» | ні                                     | ні                    | ні                  | ні                                              | ні                                                           | так                                                          |
| Використання на машинах легкої категорії                   | ні                                     | ні                    | ні                  | ні                                              | ні                                                           | так                                                          |
| Принцип розміщення                                         | окремі контейнери                      | окремі контейнери     | окремі контейнери   | секційний                                       | секційний                                                    | модульний                                                    |
| Техніка, на якій використовується                          | Т-64БВ, Т-80БВ, Т-72Б, Т-55АМВ, Т-62МВ | М60, М48, «Центуріон» | Тип-59              | Т-90(С/А/СА), Т-72 (1989) Т-72БА, Т-72Б3, Т-80У | Т-72Б2 «Рогатка», Об'єкт 199 «Рамка», Т-90М(АМ, СМ), Т-72Б3М | Т-64БМ «Булат», БМ «Оплот»                                   |

## Модифікації
- «Ніж» — перша серійна модифікація.
- «Ніж-Л» — модифікація для захисту броньованих машин легкої категорії. Забезпечує захист від унітарних протитанкових гранат, протитанкових керованих ракет з унітарною бойовою частиною, а також боєприпасів типу «ударне ядро». Додатково забезпечує захист від бронебійних куль калібру 12,7 мм при обстрілі з дистанції 250 м і калібру 7,62 мм з дистанції 50 м. Маса 1 м² комплексу «Ніж-Л» становить 200—250 кг[6].
- «Ракетка» — модифікація з поліпшеними характеристиками. Забезпечує захист від унітарних протитанкових та тандемних гранат, протитанкових керованих ракет з унітарними і тандемними бойовими частинами, «ударних ядер». Захист витримує бронебійні кулі типу Б32 калібрів 7,62 мм, 12,7 мм і 14,5 мм. Маса 1 м² комплексу становить 300—350 кг[6].
- «Щит» — модифікація створена в результаті дослідно-конструкторської роботи. Вона призначена для оснащення танків Т-80, Т-72 та Т-64 відповідно «Щит-80, Щит-72 и Щит-64». Це розробка на основі комплексу «Ніж», але із низкою змінених характеристик. Відповідний комплекс уже встановлений на модифікації Т-72АМТ представленій у серпні 2017 року[7].

## На озброєнні

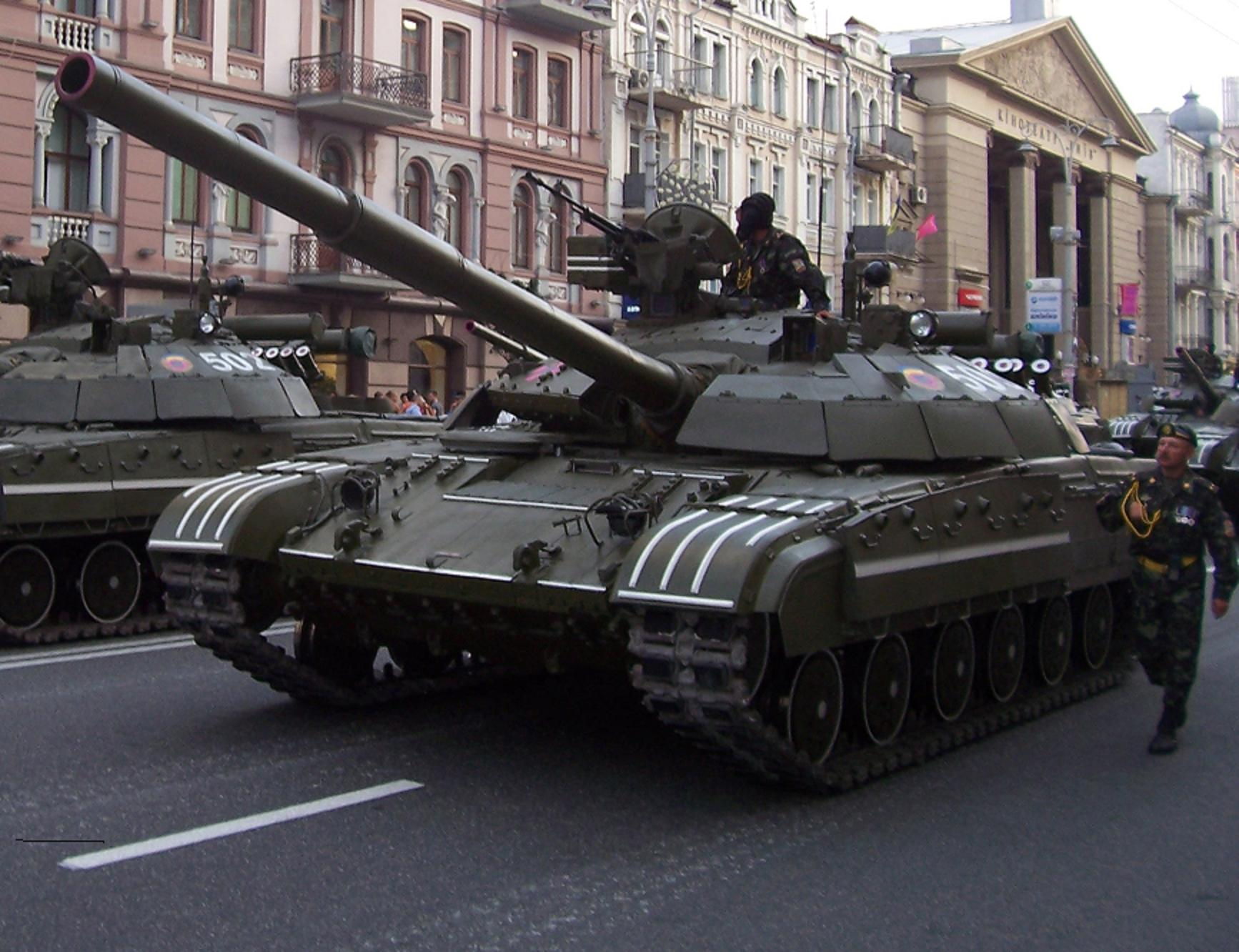
Т-64БМ «Булат», обладнаний «Ножем»

- Україна — станом на кінець 2011 року Збройні Сили України отримали 76 танків Т-64БМ «Булат», обладнаних комплексом «Ніж». Більшість «Булатів» експлуатуються в 1-й танковії бригаді 8-го армійського корпусу, дислокованої у смт. Гончарівське Чернігівської області. Незначна кількість машин цього типу надійшла також до 169-го навчального центру сухопутних військ «Десна» та Академії сухопутних військ імені гетьмана Петра Сагайдачного.
- Таїланд — 1 вересня 2011 року було укладено контракт на поставку 49 танків «Оплот-М», обладнаних комплексом «Ніж», до Таїланду[8]. 4 лютого 2014 року перша партія з 5 танків БМ «Оплот» надійшла на озброєння Збройних сил Таїланду[9]
- Ефіопія — у 2011 році укладено контракт на поставку до Ефіопії 200 танків Т-72Б, які модернізуються до рівня Т-72УА1, включаючи оснащення новим двигуном, керованими системами озброєння і динамічним захистом «Ніж»[10].
- США — у 2003 США закупили 3 танки Т-80УД, обладнані модулями «Ніж», для оцінки та проведення випробувань на Абердинському полігоні в штаті Меріленд[11].

## Бойове застосування

### Російсько-українська війна
В бойових умовах комплекс «Ніж» експлуатувався на танках Т-64БМ «Булат» 1-ї танкової бригади під час війни на Сході України. Після прямих попадань з гранатометів РПГ-7, протитанкових керованих ракет «Штурм» та «Фагот» не зафіксовано жодних значних ушкоджень.